# Liste der Kulturdenkmale in Hardheim
In der Liste der Kulturdenkmale in Hardheim sind unbewegliche Bau- und Kunstdenkmale aller Gemeindeteile von Hardheim aufgeführt. Grundlage für diese Liste ist die vom Regierungspräsidium Karlsruhe herausgegebene Liste der Bau- und Kunstdenkmale mit Stand vom 15. Februar 2012.
Diese Liste ist nicht rechtsverbindlich. Eine rechtsverbindliche Auskunft ist lediglich auf Anfrage bei der Unteren Denkmalschutzbehörde der Gemeinde Hardheim erhältlich.

## Allgemein
- Bild: Zeigt ein ausgewähltes Bild aus Commons, „Weitere Bilder“ verweist auf die Bilder im Medienarchiv Wikimedia Commons.
- Bezeichnung: Nennt den Namen, die Bezeichnung oder die Art des Kulturdenkmals.
- Lage: Straßenname und Hausnummer oder Flurstücknummer des Kulturdenkmals, gegebenenfalls auch den Ortsteil. Die Grundsortierung der Liste erfolgt nach dieser Adresse. Der Link (Karte) führt zu verschiedenen Kartendiensten mit der Position des Kulturdenkmals. Fehlt dieser Link, wurden die Koordinaten noch nicht eingetragen. Sind diese bekannt, können sie über ein Tool mit einer Kartenansicht einfach nachgetragen werden. In dieser Kartenansicht sind Kulturdenkmale ohne Koordinaten mit einem roten bzw. orangen Marker dargestellt und können durch Verschieben auf die richtige Position in der Karte mit Koordinaten versehen werden. Kulturdenkmale ohne Bild sind an einem blauen bzw. roten Marker erkennbar.
- Datierung: Baubeginn, Fertigstellung, Datum der Erstnennung oder grobe zeitliche Einordnung entsprechend des Eintrags in der zuständigen Denkmaldatenbank (Landesamt für Denkmalpflege Baden-Württemberg).
- Beschreibung: Kurzcharakteristik des Kulturdenkmals.

## Bau- und Kulturdenkmale der Gemeinde Hardheim

### Bretzingen
Bau-, Kunst- und Kulturdenkmale in Bretzingen:

| Bild           | Bezeichnung             | Lage    | Datierung | Beschreibung | ID |
| -------------- | ----------------------- | ------- | --------- | --- | -- |
| Weitere Bilder | St. Sebastian und Vitus | (Karte) | 1698      | Bereits im Hochmittelalter war die Kirche im Besitz des Klosters Amorbach. Patrozinium St. Sebastian und St. Veit sind später bezeugt. 1698 erfolgte ein Neubau der Kirche mit flachgedecktem Saal und dreiseitig geschlossenem Chor, an den der Turm angebaut ist. Teile der barocken Ausstattung sowie eine spätgotische Statue des Hl. Veit sind erhalten. |    |

### Dornberg
Bau-, Kunst- und Kulturdenkmale in Dornberg:

| Bild           | Bezeichnung | Lage    | Datierung | Beschreibung | ID |
| -------------- | ----------- | ------- | --------- | --- | -- |
| Weitere Bilder | St. Stephan | (Karte) | 1200      | Die Kirche St. Stephan mit romanischem Chorturm (um 1200) wurde als Filialkirche von Hardheim errichtet und wird noch heute von dort aus betreut. |    |

### Erfeld
Bau-, Kunst- und Kulturdenkmale in Erfeld (mit dem Dorf Erfeld und dem Wohnplatz Erfelder Mühle):

| Bild           | Bezeichnung  | Lage    | Datierung | Beschreibung                                                                                | ID |
| -------------- | ------------ | ------- | --------- | ------------------------------------------------------------------------------------------- | -- |
| Weitere Bilder | St. Wendelin | (Karte) | 1734      | Die Kirche St. Wendelin wurde im Jahre 1734 in West-Orientierung erbaut, 1927/28 erweitert. |    |

### Gerichtstetten
Bau-, Kunst- und Kulturdenkmale in Gerichtstetten (mit dem Dorf Gerichtstetten, dem Gehöft Helmstheim und dem Wohnplatz Buchwaldhof):

| Bild           | Bezeichnung              | Lage    | Datierung | Beschreibung | ID |
| -------------- | ------------------------ | ------- | --------- | --- | -- |
| Weitere Bilder | St. Burkard              | (Karte) | 1420      | Die Pfarrkirche St. Burkard wurde vermutlich um 1320 (als Kirchsteten), sicher jedoch 1420 erstmals urkundlich erwähnt. Die Kirche mit spätbarockem Saal von 1772 und langgestrecktem Chor an dessen Nord-Seite. Daran schließt ein Turm mit romanisches Untergeschoss an. |    |
|                | Keltische Viereckschanze | (Karte) | 2014      | Nachbau einer Keltenschanze für die 800-Jahrfeier von Gerichtstetten im Jahr 2014. |    |

### Hardheim
Bau-, Kunst- und Kulturdenkmale in Hardheim (mit dem Hauptort Hardheim, dem Dorf Rüdental, dem Ort Baracken, dem Gehöft Neumühle und den Wohnplätzen Breitenau und Wohlfahrtsmühle):

| Bild           | Bezeichnung         | Lage                         | Datierung | Beschreibung | ID                       |
| -------------- | ------------------- | ---------------------------- | --------- | --- | ------------------------ |
| Weitere Bilder | St. Alban           | Burggasse 6 (Karte)          | 1891      | Das Ortsbild wird geprägt vom „Erftaldom“, der katholischen Kirche St. Alban. Der Grundstein für dieses Bauwerk wurde am 12. Juli 1891 gelegt, Weihung der Kirche war Weihnachten 1894. Sie ersetzte eine Kirche gotischen Baustils, in der am 20. November 1888 der letzte Gottesdienst gehalten wurde, da sie einsturzgefährdet war. | Wikidata-Objekt anzeigen |
|                | Kreuzweg            | Doggenbrunnen                | 1901      | Kreuzweg mit 14 Kreuzwegstationen, 1901, roter und gelber Sandstein, Metallgitter, vierkantiger Sockel, Rundbogenaufbau mit Nische, Relief, Inschrift: (jeweils über der Nische in röm. Ziffern die Nummer der Station und unter der Nische das Thema der Station): I. Jesus wird zum/Tode verurteilt. II. Jesus nimt das/Kreuz auf sich. III. Jesus fällt zum ersten Mal. IV. Jesus begegnet seiner/schmerzhaften Mutter V. Simon von Cirene hilft/Jesus das Kreuz zu tragen. VI. Veronika reicht Jesus/das Schweißtuch. VII. Jesus fällt zum zweitenmal. VIII. Jesus tröstet die/weinenden Frauen. XI. Jesus fällt zum drittenmal. X. Jesus wird seiner/Kleider beraubt. XI. Jesus wird ans Kreuz/genagelt. XII. Jesus wird vom Kreuz/abgenomen. XIII. Jesus wird in’s Grab/gelegt.; ZEEK-Nr. 6969-40-028. |                          |
|                | 1. Kreuzwegstation  | Doggenbrunnen                | 1901      | 1. Kreuzwegstation eines vierzehn Stationen umfassenden Kreuzweges. |                          |
|                | 2. Kreuzwegstation  | Doggenbrunnen                | 1901      | 2. Kreuzwegstation eines vierzehn Stationen umfassenden Kreuzweges. |                          |
|                | 3. Kreuzwegstation  | Doggenbrunnen                | 1901      | 3. Kreuzwegstation eines vierzehn Stationen umfassenden Kreuzweges. |                          |
|                | 4. Kreuzwegstation  | Doggenbrunnen                | 1901      | 4. Kreuzwegstation eines vierzehn Stationen umfassenden Kreuzweges. |                          |
|                | 5. Kreuzwegstation  | Doggenbrunnen                | 1901      | 5. Kreuzwegstation eines vierzehn Stationen umfassenden Kreuzweges. |                          |
|                | 6. Kreuzwegstation  | Doggenbrunnen                | 1901      | 6. Kreuzwegstation eines vierzehn Stationen umfassenden Kreuzweges. |                          |
|                | 7. Kreuzwegstation  | Doggenbrunnen                | 1901      | 7. Kreuzwegstation eines vierzehn Stationen umfassenden Kreuzweges. |                          |
|                | 8. Kreuzwegstation  | Doggenbrunnen                | 1901      | 8. Kreuzwegstation eines vierzehn Stationen umfassenden Kreuzweges. |                          |
|                | 9. Kreuzwegstation  | Doggenbrunnen                | 1901      | 9. Kreuzwegstation eines vierzehn Stationen umfassenden Kreuzweges. |                          |
|                | 10. Kreuzwegstation | Doggenbrunnen                | 1901      | 10. Kreuzwegstation eines vierzehn Stationen umfassenden Kreuzweges. |                          |
|                | 11. Kreuzwegstation | Doggenbrunnen                | 1901      | 11. Kreuzwegstation eines vierzehn Stationen umfassenden Kreuzweges. |                          |
|                | 12. Kreuzwegstation | Doggenbrunnen                | 1901      | 12. Kreuzwegstation eines vierzehn Stationen umfassenden Kreuzweges. |                          |
|                | 13. Kreuzwegstation | Doggenbrunnen                | 1901      | 13. Kreuzwegstation eines vierzehn Stationen umfassenden Kreuzweges. |                          |
|                | 14. Kreuzwegstation | Doggenbrunnen                | 1901      | 14. Kreuzwegstation eines vierzehn Stationen umfassenden Kreuzweges. |                          |
| Weitere Bilder | Schloss Hardheim    | Schloßplatz (Karte)          | 1561      | Das Hardheimer Schloss, auch Obere Burg genannt, ist ein ab 1561 erbautes herrschaftliches Anwesen im Zentrum der Gemeinde Hardheim am nordöstlichen Rand des Neckar-Odenwald-Kreises in Baden-Württemberg. Es wird heute als Rathaus genutzt. |                          |
| Weitere Bilder | Untere Burg         | (Karte)                      | 1200      | Die Untere Burg (oder auch Niederes Schloss genannt) war eine Niederungsburg des Hochmittelalters (um 1200) am südlichen Rand des Ortskerns. Ihr Rest, der Steinerne Turm, der ehemalige Bergfried, ist heute ein Kulturdenkmal im Ort. |                          |
| Weitere Bilder | Josefskapelle       | Walldürner Straße 60 (Karte) | 1718      | Josefskapelle, auch Josephskapelle, Mauerwerk, roter Sandstein, Ziegel, Schiefer, Holz, begehbares Gebäude mit oktogonaler Apsis, entsprechender Dachform, Dachreitertürmchen, giebelseitiges Massivgewände mit Sprenggiebel, Sterben des Hl. Josef (Altarbild), Josef mit dem Kind Jesus (über dem Portal), Inschrift: (Altartuch) Heiliger Joseph bitte für uns, 1718 errichtet, an der rechten Innenseite ein Epitaph mit den Namen der Gefallenen des Krieges 1870/71, IHS in ovalem Medaillon als Stuck an der Decke; ZEEK-Nr. 6969-40-012. |                          |
|                | Historisches Haus   | Würzburger Straße 2 (Karte)  |           | Historisches Haus |                          |
|                | Fachwerkhaus        | Würzburger Straße 9 (Karte)  |           | Fachwerkhaus |                          |

### Rüdental
Bau-, Kunst- und Kulturdenkmale in Rüdental:

| Bild | Bezeichnung | Lage | Datierung | Beschreibung      | ID |
| ---- | ----------- | ---- | --------- | ----------------- | -- |
|      | Maria Hilf  |      |           | Maria Hilf-Kirche |    |

### Rütschdorf
Bau-, Kunst- und Kulturdenkmale in Rütschdorf:

| Bild | Bezeichnung  | Lage                   | Datierung | Beschreibung                                            | ID |
| ---- | ------------ | ---------------------- | --------- | ------------------------------------------------------- | -- |
|      | St. Wendelin | (Karte)                | 1703      | St. Wendelin-Kirche                                     |    |
|      | Ziehbrunnen  | Hirtengasse 13 (Karte) | 1612      | Ziehbrunnen im Renaissancestil mit der Jahreszahl 1612. |    |

### Schweinberg
Bau-, Kunst- und Kulturdenkmale in Schweinberg:

| Bild           | Bezeichnung         | Lage                                | Datierung | Beschreibung | ID |
| -------------- | ------------------- | ----------------------------------- | --------- | --- | -- |
| Weitere Bilder | Burg Schweinberg    |                                     | 1100      | Ruine einer mittelalterlichen Spornburg. Um 1100 erbaut. |    |
| Weitere Bilder | St. Andreas         | Königheimer Straße                  |           | Die Pfarrkirche St. Andreas wurde um 1400 erstmals urkundlich erwähnt. Heutige Kirche St. Andreas von 1729, Saal ohne Turm, Ausstattung zum Teil aus dem 15. Jahrhundert.                                                                |    |
| Weitere Bilder | Kreuzweg            | Königheimer Straße (K 3909) (neben) |           | Der vierzehn Stationen umfassender Schweinberger Kreuzweg führt zur Herz-Jesu-Kapelle außerhalb des Ortes. |    |
| Weitere Bilder | 1. Kreuzwegstation  | Königheimer Straße (K 3909) (neben) |           | 1. Kreuzwegstation eines vierzehn Stationen umfassenden Kreuzweges. |    |
| Weitere Bilder | 2. Kreuzwegstation  | Königheimer Straße (K 3909) (neben) |           | 2. Kreuzwegstation eines vierzehn Stationen umfassenden Kreuzweges. |    |
| Weitere Bilder | 3. Kreuzwegstation  | Königheimer Straße (K 3909) (neben) |           | 3. Kreuzwegstation eines vierzehn Stationen umfassenden Kreuzweges. |    |
| Weitere Bilder | 4. Kreuzwegstation  | Königheimer Straße (K 3909) (neben) |           | 4. Kreuzwegstation eines vierzehn Stationen umfassenden Kreuzweges. |    |
| Weitere Bilder | 5. Kreuzwegstation  | Königheimer Straße (K 3909) (neben) |           | 5. Kreuzwegstation eines vierzehn Stationen umfassenden Kreuzweges. |    |
| Weitere Bilder | 6. Kreuzwegstation  | Königheimer Straße (K 3909) (neben) |           | 6. Kreuzwegstation eines vierzehn Stationen umfassenden Kreuzweges. |    |
| Weitere Bilder | 7. Kreuzwegstation  | Königheimer Straße (K 3909) (neben) |           | 7. Kreuzwegstation eines vierzehn Stationen umfassenden Kreuzweges. |    |
| Weitere Bilder | 8. Kreuzwegstation  | Königheimer Straße (K 3909) (neben) |           | 8. Kreuzwegstation eines vierzehn Stationen umfassenden Kreuzweges. |    |
| Weitere Bilder | 9. Kreuzwegstation  | Königheimer Straße (K 3909) (neben) |           | 9. Kreuzwegstation eines vierzehn Stationen umfassenden Kreuzweges. |    |
| Weitere Bilder | 10. Kreuzwegstation | Königheimer Straße (K 3909) (neben) |           | 10. Kreuzwegstation eines vierzehn Stationen umfassenden Kreuzweges. |    |
| Weitere Bilder | 11. Kreuzwegstation | Königheimer Straße (K 3909) (neben) |           | 11. Kreuzwegstation eines vierzehn Stationen umfassenden Kreuzweges. |    |
| Weitere Bilder | 12. Kreuzwegstation | Königheimer Straße (K 3909) (neben) |           | 12. Kreuzwegstation eines vierzehn Stationen umfassenden Kreuzweges. |    |
| Weitere Bilder | 13. Kreuzwegstation | Königheimer Straße (K 3909) (neben) |           | 13. Kreuzwegstation eines vierzehn Stationen umfassenden Kreuzweges. |    |
| Weitere Bilder | 14. Kreuzwegstation | Königheimer Straße (K 3909) (neben) |           | 14. Kreuzwegstation eines vierzehn Stationen umfassenden Kreuzweges. |    |
| Weitere Bilder | Herz-Jesu Kapelle   | Königheimer Straße (K 3909) (neben) |           | Die Herz-Jesu-Kapelle befindet sich am Ortsrand von Schweinberg in Richtung Königheim. Die Kapelle befindet sich am Ende eines vierzehn Stationen umfassenden Kreuzweges, der am Ortsrand von Schweinberg in Richtung Königheim beginnt. |    |

### Vollmersdorf
Bau-, Kunst- und Kulturdenkmale in Vollmersdorf:

| Bild | Bezeichnung     | Lage    | Datierung | Beschreibung           | ID |
| ---- | --------------- | ------- | --------- | ---------------------- | -- |
|      | Heilige Familie | (Karte) | 1880      | Heilige Familie-Kirche |    |